# Ceriana oceanica
Ceriana oceanica är en tvåvingeart som först beskrevs av Hull 1944.  Ceriana oceanica ingår i släktet griffelblomflugor, och familjen blomflugor. Inga underarter finns listade i Catalogue of Life.